# KOREYA!
「KOREYA!」（コレヤ!）は、日本のギタリストである高中正義が1996年5月29日にリリースした28枚目のシングルである。

## 解説
アルバム『Guitar Wonder』の先行シングルで、YAMAHA SRVのCMソングに使用された。
カップリングの「PURPLE HAZE」は、ジミ・ヘンドリックスのカバーで、1995年に発売されたカバー・アルバム『COVERS』に収録されている。

## 収録曲
| 全編曲: 高中正義。 |                 |           |              |      |
| #                  | タイトル        | 作詞      | 作曲         | 時間 |
| 1.                 | 「KOREYA!」     |           | 高中正義     | 4:32 |
| 2.                 | 「PURPLE HAZE」 |           | Jimi Hendrix | 4:26 |
| 合計時間:          | 合計時間:       | 合計時間: | 8:58         |      |